# كورتي (كمبانية)
كورتي (بالإيطالية: Curti)‏ هي كومونا في مقاطعة كزرتة في منطقة كمبانية، جنوب إيطاليا.